# Камбьяджо Фрассинелло, Бенедикта
Святая Бенедикта (Бенедетта) Камбьяджо Фрассинелло (итал. Benedetta Cambiagio Frassinello), 2 октября 1791, Кампомороне, Лигурия — 21 марта 1858, Ронко-Скривия, Лигурия) — итальянская католическая монахиня. В 1838 году основала женскую монашескую конгрегацию «Сёстры-бенедиктинки Провидения» (лат. Sororum Benedictinarum a Providentia, итал. Suore benedettine della Provvidenza; S.B.P.), которая следовала «Уставу святого Бенедикта».
Канонизирована папой Иоанном Павлом II в 2002 году.

## Биография
Родилась 2 октября 1791 года в Лангаско, Генуя, младшая из шести детей Джузеппе Камбьяджо и Франчески Гильоне. В 1804 году семье перебралась в Павию. Пережив духовное перерождение в 1811 году, она поняла, что хочет посвятить себя Богу. Повинуясь воле своих родителей, в феврале 1816 года вышла замуж за фермера и плотника Джованни Баттисту Фрассинелло. В 1818 году супруги решили вести целомудренную жизнь и относиться друг к другу «как брат и сестра». Они приютили Бенедетты Марию, от которой ушёл муж, и заботились о ней, пока та не умерла от рака кишечника в июле 1825 года.
Её муж Джованни Баттиста вступил в орден сомасков, а Фрассинелло присоединилась к конгрегации урсулинок в Каприоло. В 1826 году она была вынуждена вернуться в Павию по состоянию здоровья, где у неё было видение Иеронима Эмилиани, который её исцелил. Выздоровев, она с одобрения епископа Павии Луиджи Този решила посвятить себя воспитанию девочек. Епископ попросил Джованни Баттисту оставить новициат у сомасков и помочь Фрассинелло в её апостольской миссии. Их совместные труды оказались очень полезными для Павии, и уже в 1827 году была открыта первая школа, в которой преподавали её сподвижницы. Помимо катехизации, Фрассинелло обучала девушек бытовым навыкам, таким как кулинария и шитьё, чтобы превратить их в «образцовых христианок» и таким образом помочь создать семьи. Её работа считалась новаторской для того времени.
Хотя Джованни Баттиста покинул сомасков по просьбе епископа, и они оба дали обет целомудрия перед епископом, характер их отношений был поводом для сплетен. В 1838 году она передала учреждение в руки епископа Павии и вместе с бывшим супругом и пятью сподвижницами перебралась в Ронко-Скривию. Используя опыт в Павии, они открыли школу для девочек на новом месте. Фрассинелло основала конгрегацию «Сёстры-бенедиктинки Провидения» в октябре 1838 года; институт получил епархиальное одобрение в 1858 году, хвалебный указ от папы Бенедикта XV от в 1917 году и официальное папское одобрение от папы Пия XI в 1937 году. Орден быстро рос и развивался, поскольку их работа была весьма востребована. Фрассинелло руководила организацией до самой своей смерти 21 марта 1858 года в возрасте 66 лет.
Основанный ею орден существует до сих пор; на конец 2005 года он насчитывал 113 монахинь в 22 обителях в таких странах, как Испания и Бурунди.

## Почитание
Папа Иоанн Павел II беатифицировал Фрассинелло 10 мая 1987 года и канонизировал её 19 мая 2002 года.
День памяти — 21 марта.